# Nathalie Iliesco
Nathalie Iliesco (14 de febrero de 1991) es una deportista canadiense que compite en taekwondo. Ganó una medalla de bronce en el Campeonato Panamericano de Taekwondo de 2018 en la categoría de –73 kg.

## Palmarés internacional
| Campeonato Panamericano | Campeonato Panamericano  | Campeonato Panamericano | Campeonato Panamericano |
| Año                     | Lugar                    | Medalla                 | Categoría               |
| ----------------------- | ------------------------ | ----------------------- | ----------------------- |
| 2018                    | Spokane (Estados Unidos) | Medalla de bronce       | –73 kg                  |